# 志摩美古都
志摩 美古都（しま みこと、1999年1月18日 - ）は、日本の女子バレーボール選手である。

## 来歴
長野県佐久市出身。小学1年生のとき、友達に誘われたのをきっかけにバレーボールを始めた。
2020年11月12日、V.LEAGUE DIVISION1のPFUブルーキャッツ公式サイトにて入団内定が発表された。
2022年、日本代表登録メンバーに選出された。AVCカップに出場し、チームは大会初優勝を果たした。
2023年、第71回黒鷲旗大会でPFUの優勝に貢献し、ベスト6を受賞した。
2024年4月、PFUを退団。6月にJTマーヴェラス（9月より大阪マーヴェラス）入団が発表された。

## 球歴
- 日本代表 （2022年-）
  - AVCカップ - 2022年

## 所属チーム
- 臼田ジュニアクラブ
- 臼田中
- 敬愛学園高等学校
- 順天堂大学
- PFUブルーキャッツ #35（2020-2024年）
- 大阪マーヴェラス（2024年-）

## 受賞歴
- 2023年 - 第71回黒鷲旗全日本選抜大会 ベスト6

## 個人成績
V.LEAGUEの個人成績は下記の通り。
| 大会        | チーム      | 出場     | 出場        | アタック | アタック | アタック | アタック | バックアタック | バックアタック | バックアタック | バックアタック | アタック 決定本数 | ブロック | ブロック       | サーブ | サーブ         | サーブ   | サーブ | サーブ | サーブ   | サーブレシーブ | サーブレシーブ | サーブレシーブ | サーブレシーブ | 総得点      | 総得点      | 総得点   | 総得点      |
| ----------- | ----------- | -------- | ----------- | -------- | -------- | -------- | -------- | -------------- | -------------- | -------------- | -------------- | ----------------- | -------- | -------------- | ------ | -------------- | -------- | ------ | ------ | -------- | -------------- | -------------- | -------------- | -------------- | ----------- | ----------- | -------- | ----------- |
| 大会        | チーム      | 試 合 数 | セ ッ ト 数 | 打 数    | 得 点    | 失 点    | 決 定 率 | 打 数          | 得 点          | 失 点          | 決 定 率       | セ ッ ト 平 均    | 得 点    | セ ッ ト 平 均 | 打 数  | ノ 丨 タ ッ チ | エ 丨 ス | 失 点  | 効 果  | 効 果 率 | 受 数          | 成 功 ・ 優    | 成 功 ・ 良    | 成 功 率       | ア タ ッ ク | ブ ロ ッ ク | サ 丨 ブ | 得 点 合 計 |
| V1 2020-21  | PFU         | 7        | 26          | 153      | 66       | 4        | 43.1     | 3              | 1              | 0              | 33.3           | 2.54              | 3        | 0.12           | 75     | 0              | 1        | 5      | 15     | 4.7      | 82             | 44             | 21             | 66.5           | 66          | 3           | 1        | 70          |
| 通算：1大会 | 通算：1大会 | 7        | 26          | 153      | 66       | 4        | 43.1     | 3              | 1              | 0              | 33.3           | 2.54              | 3        | 0.12           | 75     | 0              | 1        | 5      | 15     | 4.7      | 82             | 44             | 21             | 66.5           | 66          | 3           | 1        | 70          |

## 出演

### YouTube
PFUブルーキャッツ【Official】 
- ついに新人登場！【青猫じゃらし】～志摩美古都選手 編～（2021年5月27日）
- PFUブルーキャッツ【ブルーキャッツの○○してみた】～描いてみた編～Part1（2021年7月8日）